# Ennetsee
Ennetsee ist eine geläufige Bezeichnung für die am Westufer des Zugersees liegenden Gemeinden Steinhausen, Cham, Hünenberg und Risch im Kanton Zug, Schweiz.

## Name
Der Name Ennetsee bedeutet ‚jenseits des Sees‘ und hat seinen Ursprung im schweizerdeutschen Ausdruck «ännet» (jenseits), ähnlich wie in Ennethorw oder Ennetbaden. Ennetsee wurde erstmals in einem Spruchbrief von Ammann und Rat von Zug vom 15. März 1470 in Verbindung mit Gangolfswil schriftlich erwähnt.

## Verkehr
Durch das Gebiet Ennetsee verlaufen die wichtigen Autobahnen A4 und A14, die Bahnstrecke Zug–Luzern sowie die Gotthardbahn mit dem Bahnhof Rotkreuz als wichtigem Eisenbahnknoten.